# Torymus neuroterus
Torymus neuroterus är en stekelart som beskrevs av William Harris Ashmead 1887. Torymus neuroterus ingår i släktet Torymus och familjen gallglanssteklar. Inga underarter finns listade i Catalogue of Life.